# Kim Nam-soon
Kim Nam-soon (kor. 김남순; * 7. Mai 1980) ist eine ehemalige südkoreanische Bogenschützin und Olympiasiegerin.

## Karriere
Bei den Olympischen Sommerspielen 2000 in Sydney erreichte Kim das Finale, in dem sie auf Yun Mi-jin traf und dieser unterlag. Gemeinsam mit Yun und Kim Soo-nyung wurde sie Olympiasiegerin.